# Fleury-sur-Loire
Fleury-sur-Loire este o comună în departamentul Nièvre din centrul Franței. În 2009 avea o populație de 237 de locuitori.

## Evoluția populației
| An        | 1975 | 1982 | 1990 | 1999 | 2006 | 2009 |
| --------- | ---- | ---- | ---- | ---- | ---- | ---- |
| Populație | 255  | 273  | 250  | 263  | 243  | 237  |